# Anfo
Anfo là một đô thị thuộc tỉnh Brescia trong vùng Lombardia của Italia. Anfo có diện tích 23 kilômét vuông, dân số 444 người.
Anfo giáp với Bagolino, Idro, Lavenone.